# Inter
Inter je poprocková skupina. Skupinu založil herec a zpěvák Petr Rajchert v roce 2001 po více než roční hudební odmlce po svém odchodu z kapely Chinaski. V roce 2002 následuje koncertní turné. Svůj první koncert uspořádali v pražských klubů – Lucerna Baru a zároveň na něm pokřtili svoje debutové CD 47 minut bez dechu.

## Diskografie

### 47 minut bez dechu (2001)
1. Nádech
2. Já nevim jak bych to řek
3. Kavárna
4. 2001
5. Slavný a bohatý
6. Semdotebe
7. Pohoda
8. Já tady jsem
9. Pohádka
10. Kouzelná noc
11. Vždy když den končí
12. Hovory
13. Nakopem jim prdele
14. Každej chlap
15. Agawa Me!
16. Výdech

### Mezi nebem a zemí (2003)
1. To je dojemné
2. Byly a jsou
3. Hej hory, háj!
4. Prsten pánů
5. Adam a Eva
6. Lehkým holkám
7. Alenka v říši divů
8. Líná huba
9. Se sosákem uprostřed
10. Vášně v ledu
11. Jakoby
12. Pan nikdo
13. Radši tě piju s vodou

## Singly
- Já nevim jak bych to řek